# ポリヌクレオチド-3'-ホスファターゼ
ポリヌクレオチド-3'-ホスファターゼ(Polynucleotide 3'-phosphatase、EC 3.1.3.32)は、以下の化学反応を触媒する酵素である。
3'-ホスホポリヌクレオチド + 水{\displaystyle \rightleftharpoons }ポリヌクレオチド + リン酸
従って、この酵素の基質は3'-ホスホポリヌクレオチドと水の2つ、生成物はポリヌクレオチドとリン酸の2つである。
この酵素は加水分解酵素に分類され、特にリン酸モノエステル結合に作用する。系統名は、ポリヌクレオチド-3'-ホスホヒドロラーゼ(polynucleotide 3'-phosphohydrolase)である。DNA 3'-ホスファターゼ(DNA 3'-phosphatase)等とも呼ばれる。

## 構造
2007年末時点で、2つの構造が解かれている。蛋白質構造データバンクのコードは、1UJXと2BRFである。